# Asambleas del Partido Republicano de 2008 en Hawái
Las asambleas republicanas de Hawaii, 2008 fueron hechas entre el 25 de enero y el 5 de febrero de 2008 en la que ganó John McCain.

## Campaña
Debido a la distancia en la que se encuentra Hawái de los Estados Unidos continentales, y el apoyo histórico del partido Republicano, ningún candidato ha visitado Hawái en el curso de su campaña. 